# ボッレ湾

ブーベ島の地図。ボッレ湾は西部のノルベギア岬南東にある。

ボッレ湾（ボッレわん、ノルウェー語: Bollevika、英語: Bolle Bay） (南緯54度27分 東経3度21分 / 南緯54.450度 東経3.350度座標: 南緯54度27分 東経3度21分 / 南緯54.450度 東経3.350度)は、南太平洋に存在するノルウェー領ブーベ島西部にある湾。位置はノルベギア岬の南東に位置する。